# 若泽-迪弗雷塔斯
若泽-迪弗雷塔斯（葡萄牙語：José de Freitas）是巴西皮奥伊州的一个市镇。总面积1538.205平方公里，总人口35188人，人口密度22.9人/平方公里。